# Liste der Naturdenkmale in Kördorf
Die Liste der Naturdenkmale in Kördorf nennt die im Gemeindegebiet von Kördorf ausgewiesenen Naturdenkmale (Stand 20. Mai 2024).

## Ehemalige Naturdenkmale
| Nr. | Bezeichnung  | Lage                             | Beschreibung                                              | Bild                                    |
| --- | ------------ | -------------------------------- | --------------------------------------------------------- | --------------------------------------- |
|     | Eichengruppe | Lahnstraße, gegenüber Nr. 1 Lage | Quercus sp., zwei Bäume; Rechtsverordnung 2013 aufgehoben | Direkt Bild zu diesem Denkmal hochladen |